# Vysoká Srbská
Vysoká Srbská är en ort i Tjeckien. Den ligger i den nordöstra delen av landet, 140 km öster om huvudstaden Prag. Vysoká Srbská ligger 494 meter över havet och antalet invånare är 242.
Terrängen runt Vysoká Srbská är kuperad åt nordost, men åt sydväst är den platt. Runt Vysoká Srbská är det ganska tätbefolkat, med 149 invånare per kvadratkilometer. Närmaste större samhälle är Náchod, 9,1 km sydväst om Vysoká Srbská. Omgivningarna runt Vysoká Srbská är en mosaik av jordbruksmark och naturlig växtlighet.